# Llista d'asos de l'aviació de la Primera Guerra Mundial amb 9 victòries
El terme as fou utilitzat per primer cop per la premsa francesa durant la Primera Guerra Mundial, descrivint Adolphe Pégoud com l'as, després d'haver abatut 5 aparells alemanys. Al principi de la Primera Guerra Mundial encara no existien els combats aeris i els aparells eren únicament de reconeixement. Tan bon punt els aparells van començar a ser capaços d'abatre o de forçar a aterrar altres aparells, sistemes d'acreditació de victòries van aparèixer.
En els primers passos de l'aviació militar, diferents serveis aeris van desenvolupar diferents mètodes d'acreditació de victòries aèries. Cap d'aquests sistemes era 100% fiable i eren constantment subjectes a variacions. De fet, el nombre de victòries per a ser considerat com un as oficialment variava depenent del servei militar.
Els alemanys no utilitzaven el terme as sinó que es referien als pilots alemanys amb 10 victòries com a Überkanone, assignant cada victòria a un pilot en concret, i només després d'haver verificat visualment la destrucció total o parcial de l'aparell enemic. El sistema de l'Armee de l'Air francesa només comptava els aparells totalment destruïts, però acreditaven a tot aquell pilot o observador que hagués participat en la victòria, que en alguns casos podien ser diversos individuals. La majoria de les altres nacions (inclosos els Estats Units) van adoptar el sistema francès. Els aparells britànics lluitaven normalment sobre territori alemany i, per tant, no podien fer servir el mateix mètode que els alemanys, de verificar visualment totes les victòries. Al principi les batalles resultaven sovint en l'oponent forçat a aterrar o expulsat del territori essent obligat a marxar cap al seu territori. Per això, els britànics acreditaven combats categoritzats de decisius pels mateixos comandants d'esquadró; podent incloure aparells alemanys expulsats del territori o aparells que havien estat vistos per última vegada for a de control sense verificar si realment havien acabat estavellant-se. Les acreditacions dels russos reflectien a vegades victòries on l'enemic no havia estat totalment destruït. El terme as mai va ser utilitzat oficialment pels britànics.
Tot i que l'estatus d'as era sovint associat als pilots de caça, tant els bombarders com els aparells de reconeixement, i observadors en aparells biplaça com per exemple el Bristol F.2b (Bristol Fighter) també obtenien victòries sobre l'enemic. En ambdós bàndols, si un aparell biplaça aconseguia una victòria, aquesta era acreditada a ambdós membres de l'equip, tant el pilot com l'observador/metralladora. Com que alguns pilots formaven equips amb diversos observadors/metralladora en aparells biplaça, es podia donar el cas que els observadors fossin asos mentre que els pilots no.

## Condecoracions
Condecoració* indica que una Barra s'ha afegit a la cinta de la condecoració en qüestió, resultat de l'obtenció de la medalla per segon cop.

Condecoració** i Condecoració*** similarment a l'anterior per al tercer i quart cop respectivament, de l'obtenció de la condecoració.

### Aliats
| Condecoració | Títol                        | Anotacions |
| ------------ | ---------------------------- | --- |
| AFC          | Air Force Cross              | Expedida per actes de galanteria en vol durant operacions no actives per premiar oficials inclosos els de la Royal Air Force                                                 |
| CBE          | Orde de l'Imperi Britànic    | Orde de cavalleria creat per Jordi V del Regne Unit |
| CdeG         | Creu de Guerra               | Condecoració militar francesa, coneguda per ésser atorgada normalment a forces aliades a França                                                                              |
| BCdeG        | Creu de Guerra               | Condecoració militar belga, coneguda per ésser atorgada normalment a forces aliades a Bèlgica                                                                                |
| CdeLd'H      | Legió d'Honor                | Condecoració militar francesa atorgada per conducta militar/civil excel·lent, sota investigació oficial                                                                      |
| CG           | Croce di Guerra              | Condecoració militar italiana |
| DCM          | Distinguished Conduct Medal  | Condecoració militar britànica |
| DFC          | Distinguished Flying Cross   | Atorgada a oficials de la Royal Air Force al valor i galanteria durant operacions actives contra l'enemic a l'aire                                                           |
| DFC(US)      | Distinguished Flying Cross   | Atorgada a oficials o qualsevol altre militar enllistat amb les forces armades estatunidenques que es distingeix per l'heroisme o la consecució d'algun acte heroic a l'aire |
| DFM          | Distinguished Flying Medal   | Condecoració per a militars de menys rang al reconeixement d'algun acte heroic                                                                                               |
| DSC          | Distinguished Service Cross  | |
| DSO          | Distinguished Service Order  | Atorgada per la consecució d'algun acte meritòri en temps de guerra, normalment en situacions de combat                                                                      |
| DSM          | Distinguished Service Medal  | Equivalent a la Distinguished Service Cross |
| MC           | Creu Militar                 | |
| MOH          | Medal d'Honor                | La condecoració de més nivell atorgada pel govern dels Estats Units |
| MiD          | Mentioned in Despatches      | |
| MM           | Medalla Militar (Regne Unit) | Equivalent a la Creu Militar |
| MM(fr)       | Medalla Militar              | Condecoració de la República Francesa |
| MMV          | Medal of Military Valor      | Condecoració italiana |
| OB           | Order of the Bath            | La quarta orde més antiga de la cavalleria britànica |
| OC           | Order of the Crown           | Condecoració belga |
| OLII         | Order of Leopold II          | Condecoració atorgada per mèrits a Bèlgica |
| OR           | Order of the Redeemer        | Atorgada a tots aquells que han defensats els interessos de Grècia en temps de guerra                                                                                        |
| OSA          | Order of St. Anna            | Condecoració de cavalleria primer de Holstein i més tard de Rússia |
| OSG          | Order of St. George          | Atorgada a oficials militars i generals únicament per la demostració de valor i habilitat front l'enemic                                                                     |
| OSR          | Order of the Star of Romania | Condecoració de més nivell romanesa |
| OSS          | Order of Saint Stanislaus    | Condecoració russa a una carrera civil o servei militar distingits |
| OSV          | Order of St. Vladimir        | Orde imperial russa |
| OWE          | Order of the White Eagle     | Atorgada en reconeixement del servei, tant civil com militar, a favor dels interessos de Polònia                                                                             |
| Cr St Geo    | Cross of St. George          | Condecoració a oficial de poc rang, soldats o mariners en reconeixement del valor mostrat davant l'enemic                                                                    |
| VC           | Victoria Cross               | Condecoració britànica més important, atorgada al valor en front l'enemic |

### Forces Centrals
| HOH     | House Order of Hohenzollern          | Orde de cavalleria de Hohenzollern                                                      |
| IC      | Creu de Ferro                        | Condecoració de Prússia, més tard d'Alemanya                                            |
| MMC(AH) | Military Merit Cross (Austrohongria) | Condecoració militar de l'Imperi Austrohongarès                                         |
| MMC(P)  | Military Merit Cross (Prussia)       | Condecoració més important al valor de Prússia per a oficials de poc rang i soldats     |
| MMM     | Military Merit Medal (Austrohongria) | Condecoració militar de l'Imperi Austrohongarès                                         |
| MFB     | Medal for Bravery                    | Condecoració militar de l'Imperi Austrohongarès                                         |
| MOMJ    | Military Order of Max Joseph         | Condecoració militar més important de l'Imperi de Baviera                               |
| MOSH    | Military Order of St. Henry          | Condecoració militar més important de l'Imperi de Saxònia                               |
| OIC     | Order of the Iron Crown              | Orde austríaca imperial                                                                 |
| OL      | Order of Leopold                     | Condecoració austríaca com a reconeixement al valor mostrat davant l'enemic             |
| PLM     | Pour le Mérite                       | Condecoració militar més important de Prússia fins a la fi de la Primera Guerra Mundial |
| WB      | Wound Badge                          | Atorgada als soldats ferits/amb congelacions de l'exèrcit imperial alemany              |

## Asos
| As                              | País            | Servei Militar                                                | Victòries | Anotacions |
| ------------------------------- | --------------- | ------------------------------------------------------------- | --------- | --- |
| Cyril John Agelasto             | United Kingdom  | Royal Flying Corps, Royal Air Force                           | 9         | |
| Ernst Freiherr von Althaus      | Germany         | Luftstreitkräfte                                              | 9         | Pour le Merite, Royal House Order of Hohenzollern, Iron Cross, Military Order of Saint Henry                                                                        |
| Charles Arnison                 | United Kingdom  | Royal Flying Corps, Royal Air Force                           | 9         | Military Cross |
| Paul Frank Baer                 | United States   | Aéronautique Militaire, US Army Air Service                   | 9         | Distinguished Service Cross, Legion d'Honneur francesa, Croix de Guerre francesa. Primer as dels EUA.                                                               |
| Harold H. Balfour               | United Kingdom  | Royal Flying Corps, Royal Air Force                           | 9         | Military Cross amb barra, Croix de Guerre francesa. Més tard membre del parlament i de la House of Lords.                                                           |
| Gottfried Freiherr von Banfield | Austria-Hungary | Luftfahrtruppen                                               | 9         | Únic as en obtenir la Military Order of Maria Theresa. Order of the Iron Crown, Medal for Bravery (condecoracions d'or i plata), Order of Leopold.                  |
| William Barnes                  | United Kingdom  | Royal Air Force                                               | 9         | Distinguished Flying Cross |
| Walter Beales                   | United Kingdom  | Royal Flying Corps, Royal Air Force                           | 9         | Distinguished Conduct Medal |
| Bernard Beanlands               | Canada          | Royal Flying Corps, Royal Air Force                           | 9         | Military Cross |
| Rex Bennett                     | United Kingdom  | Royal Flying Corps, Royal Air Force                           | 9         | |
| Arno Benzler                    | Germany         | Luftstreitkräfte                                              | 9         | War Honor Cross for Heroic Deeds, Iron Cross |
| James Binnie                    | United Kingdom  | Royal Flying Corps, Royal Air Force                           | 9         | |
| Gregory Blaxland                | Australia       | Australian Flying Corps                                       | 9         | |
| Fernand Bonneton                | France          | Aéronautique Militaire                                        | 9         | Legion d'Honneur, Croix de Guerre |
| John Denis Breakey              | United Kingdom  | Royal Naval Air Service, Royal Air Force                      | 9         | Distinguished Flying Cross |
| Konrad Brendle                  | Germany         | Luftstreitkräfte                                              | 9         | |
| Alexandre Bretillon             | France          | Aéronautique Militaire                                        | 9         | Legion d'Honneur, Medaille Militaire, Croix de Guerre |
| Frederick Britnell              | United Kingdom  | Royal Naval Air Service, Royal Air Force                      | 9         | Distinguished Flying Cross |
| William Henry Brown             | Canada          | Royal Flying Corps, Royal Air Force                           | 9         | Military Cross |
| George William Bulmer           | Canada          | Royal Flying Corps, Royal Air Force                           | 9         | Military Cross, Distinguished Flying Cross |
| Francis Casey                   | United Kingdom  | Royal Naval Air Service                                       | 9         | Distinguished Service Cross |
| Thomas Cassady                  | United States   | Aéronautique Militaire, US Army Air Service                   | 9         | Distinguished Service Cross, French Legion d'Honneur, French Croix de Guerre. OSS operative during WW II.                                                           |
| Leonard Arthur Christian        | Canada          | Royal Naval Air Service, Royal Air Force                      | 9         | Distinguished Flying Cross |
| Arthur Coadou                   | France          | Aéronautique Militaire                                        | 9         | Legion d'Honneur, Croix de Guerre. |
| Theophile Condemine             | France          | Aéronautique Militaire                                        | 9         | Legion d'Honneur, Croix de Guerre. |
| Eric Cummings                   | Australia       | Australian Flying Corps                                       | 9         | Distinguished Flying Cross |
| Donald Cunnell                  | United Kingdom  | Royal Flying Corps                                            | 9         | Only pilot who wounded and downed Manfred von Richthofen. |
| Hector Daniel                   | South Africa    | Royal Flying Corps, Royal Air Force, South African Air Force  | 9         | Military Cross, Air Force Cross. Brigadier General during WW II. |
| George Darvill                  | United Kingdom  | Royal Flying Corps, Royal Air Force                           | 9         | Military Cross, Distinguished Flying Cross |
| Richard Dawes                   | Canada          | Royal Flying Corps, Royal Air Force                           | 9         | Distinguished Flying Cross |
| Roger Del'Haye                  | Canada          | Royal Flying Corps, Royal Air Force, Royal Canadian Air Force | 9         | Distinguished Flying Cross |
| Marcel Marc Dhome               | France          | Aéronautique Militaire                                        | 9         | Legion d'Honneur, Medaille Militaire, Croix de Guerre |
| Albert Dietlen                  | Germany         | Luftstreitkräfte                                              | 9         | |
| George Dixon                    | Canada          | Royal Flying Corps, Royal Air Force                           | 9         | |
| Gustave Douchy                  | France          | Aéronautique Militaire                                        | 9         | Legion d'Honneur, Medaille Militaire, Croix de Guerre |
| Rene Dousinelle                 | France          | Aéronautique Militaire                                        | 9         | Legion d'Honneur, Croix de Guerre, Belgian Croix de Guerre. |
| John Doyle                      | United Kingdom  | Royal Flying Corps, Royal Air Force                           | 9         | Distinguished Flying Cross |
| Christopher Draper              | United Kingdom  | Royal Naval Air Service, Royal Air Force                      | 9         | "The Mad Major". Distinguished Service Cross, French Croix de Guerre                                                                                                |
| Arthur Drinkwater               | Australia       | Royal Flying Corps, Royal Air Force                           | 9         | Distinguished Flying Cross |
| Otto Fitzner                    | Germany         | Luftstreitkräfte                                              | 9         | |
| James Henry Forman              | Canada          | Royal Naval Air Service, Royal Air Force                      | 9         | Distinguished Flying Cross |
| Frederick Gordon                | New Zealand     | Royal Flying Corps, Royal Air Force                           | 9         | Distinguished Flying Cross, Belgian Croix de Guerre |
| Robert M. Gordon                | United Kingdom  | Royal Naval Air Service, Royal Air Force                      | 8         | Distinguished Flying Cross |
| Acheson Goulding                | Canada          | Royal Flying Corps, Royal Air Force, Royal Canadian Air Force | 9         | Military Cross, Distinguished Flying Cross, French Croix de Guerre                                                                                                  |
| Gilbert W. M. Green             | United Kingdom  | Royal Flying Corps, Royal Air Force                           | 9         | Distinguished Service Order with Bar, Military Cross with two Bars, Serbian Order of the White Eagle, French Legion d'Honneur, French and Belgian Croix de Guerres. |
| William Green                   | United Kingdom  | Royal Flying Corps, Royal Air Force                           | 9         | Distinguished Flying Cross |
| Louis Prosper Gros              | France          | Aéronautique Militaire                                        | 9         | Legion d'Honneur, Medaille Militaire Croix de Guerre |
| George Hackwill                 | United Kingdom  | Royal Flying Corps, Royal Air Force                           | 9         | Military Cross |
| James Hardman                   | United Kingdom  | Royal Flying Corps, Royal Air Force                           | 9         | Distinguished Flying Cross. Became Air Chief Marshal. |
| Friedrich Huffzky               | Germany         | Luftstreitkräfte                                              | 9         | Iron Cross |
| Frederick Hunt                  | United Kingdom  | Royal Air Force                                               | 9         | Distinguished Flying Cross |
| Otto Jindra                     | Austria-Hungary | Luftfahrtruppen, Czech Air Force                              | 9         | Order of the Iron Crown, Military Merit Cross, Military Merit Medal (2 silver awards). Became Commander in Chief of Czech Air Force.                                |
| Reginald Johns                  | United Kingdom  | Royal Naval Air Service, Royal Air Force                      | 9         | |
| Norman Jones                    | United Kingdom  | Royal Flying Corps, Royal Air Force                           | 9         | Distinguished Flying Cross |
| Georg Kenzian                   | Austria-Hungary | Luftfahrtruppen                                               | 9         | German Iron Cross |
| Harold Spencer Kerby            | Canada          | Royal Naval Air Service, Royal Air Force                      | 9         | Distinguished Service Cross |
| Leslie King                     | United Kingdom  | Royal Flying Corps, Royal Air Force                           | 9         | |
| Francis Kitto                   | United Kingdom  | Royal Flying Corps, Royal Air Force                           | 9         | Military Cross |
| Herbert Knappe                  | Germany         | Luftstreitkräfte                                              | 9         | Royal House Order of Hohenzollern |
| Egon Koepsch                    | Germany         | Luftstreitkräfte                                              | 9         | |
| Fritz Kosmahl                   | Germany         | Luftstreitkräfte                                              | 9         | Royal House Order of Hohenzollern, Iron Cross |
| Walter Kypke                    | Germany         | Luftstreitkräfte                                              | 9         | Royal House Order of Hohenzollern, Iron Cross |
| Georges Lachman                 | France          | Aéronautique Militaire                                        | 9         | Legion d'Honneur, Medaille Militaire, Croix de Guerre, Russian Cross of Saint George, Russian Order of Saint George                                                 |
| Helmut Lange                    | Germany         | Luftstreitkräfte                                              | 9         | Iron Cross |
| Jens Frederick Larson           | United States   | Royal Flying Corps, Royal Air Force                           | 9         | |
| Charles Lavers                  | United Kingdom  | Royal Flying Corps, Royal Air Force                           | 9         | Distinguished Flying Cross |
| George V. Learmond              | United Kingdom  | Royal Flying Corps, Royal Air Force                           | 9         | |
| Gustav Leffers                  | Germany         | Luftstreitkräfte                                              | 9         | Pour le Merite, Royal House Order of Hohenzollern, Iron Cross |
| James Leith Leith               | United Kingdom  | Royal Flying Corps, Royal Air Force                           | 9         | |
| Selden Long                     | United Kingdom  | Royal Flying Corps, Royal Air Force                           | 9         | Distinguished Service Order, Military Cross, |
| Cyril Lowe                      | United Kingdom  | Royal Flying Corps, Royal Air Force                           | 9         | Military Cross, Distinguished Flying Cross |
| Norman MacMillan                | United Kingdom  | Royal Flying Corps, Royal Air Force                           | 9         | Military Cross, Air Force Cross. Retired as Wing Commander in 1958.                                                                                                 |
| Herbert Mahn                    | Germany         | Luftstreitkräfte                                              | 9         | |
| Cecil Marchant                  | United Kingdom  | Royal Flying Corps, Royal Air Force                           | 9         | Military Cross |
| Jean Matton                     | France          | Aéronautique Militaire                                        | 9         | Legion d'Honneur, Croix de Guerre |
| Ronald Mauduit                  | United Kingdom  | Royal Flying Corps, Royal Air Force                           | 9         | Military Cross |
| Reginald Maxwell                | United Kingdom  | Royal Flying Corps, Royal Air Force                           | 9         | Military Cross, Distinguished Flying Cross |
| John Sutholand McDonald         | United Kingdom  | Royal Flying Corps, Royal Air Force                           | 9         | |
| Christopher McEvoy              | United Kingdom  | Royal Flying Corps, Royal Air Force                           | 9         | Distinguished Flying Cross |
| David MacKay McGoun             | Canada          | Royal Flying Corps, Royal Air Force                           | 9         | Military Cross |
| Horace Merritt                  | United Kingdom  | Royal Flying Corps, Royal Air Force                           | 9         | |
| John Milne                      | United Kingdom  | Royal Flying Corps,                                           | 9         | Military Cross |
| Eberhard Mohnicke               | Germany         | Luftstreitkräfte                                              | 9         | |
| Basil Moody                     | South Africa    | Royal Flying Corps, Royal Air Force                           | 9         | |
| Aristeidis Moraitinis           | Grècia          | Greek Naval Aviation, Royal Naval Air Service                 | 9         | Greek War Cross, British Distinguished Service Order |
| Hans Mueller                    | Germany         | Luftstreitkräfte                                              | 9         | Iron Cross |
| Richard Munday                  | United Kingdom  | Royal Naval Air Service, Royal Air Force                      | 9         | Distinguished Service Cross |
| Charles Napier                  | United Kingdom  | Royal Flying Corps, Royal Air Force                           | 9         | Military Cross |
| Giovanni Nicelli                | Italy           | Corpo Aeronautico Militare                                    | 9         | |
| Ernest Norton                   | United Kingdom  | Royal Naval Air Service, Royal Air Force                      | 9         | Distinguished Service Cross, Belgian Order of the Crown, Belgian Croix de Guerres                                                                                   |
| Arthur Noss                     | United Kingdom  | Royal Flying Corps,]                                          | 9         | Military Cross |
| Conn Standish O'Grady           | United Kingdom  | Royal Flying Corps                                            | 9         | Military Cross |
| Samuel Parry                    | United Kingdom  | Royal Flying Corps, Royal Air Force                           | 9         | |
| Karl Pech                       | Germany         | Luftstreitkräfte                                              | 9         | |
| Henri Peronneau                 | France          | Aéronautique Militaire                                        | 9         | Legion d'Honneur, Medaille Militaire, Croix de Guerre |
| Edmund Pierce                   | United Kingdom  | Royal Naval Air Service, Royal Air Force                      | 9         | |
| Frank Ransley                   | United Kingdom  | Royal Flying Corps, Royal Air Force                           | 9         | Distinguished Flying Cross, French Croix de Guerre |
| Valentine Reed                  | United Kingdom  | Royal Flying Corps,                                           | 9         | |
| William Reed                    | United Kingdom  | Royal Flying Corps, Royal Air Force                           | 9         | Distinguished Flying Cross |
| George Reid                     | United Kingdom  | Royal Flying Corps, Royal Air Force                           | 9         | Distinguished Service Order, Military Cross with Bar |
| William Wendell Rogers          | Canada          | Royal Flying Corps, Royal Air Force                           | 9         | Military Cross |
| Willi Rosenstein                | Germany         | Luftstreitkräfte                                              | 9         | Iron Cross |
| Herbert Rowley                  | United Kingdom  | Royal Naval Air Service, Royal Air Force                      | 9         | Retired as Air Commodore. |
| Ernest James Salter             | Canada          | Royal Flying Corps, Royal Air Force                           | 9         | Legion d'Honneur, Croix de Guerre |
| Karl Schattauer                 | Germany         | Luftstreitkräfte                                              | 9         | |
| Adolf Schulte                   | Germany         | Luftstreitkräfte                                              | 9         | Iron Cross |
| Joseph Siddall                  | United Kingdom  | Royal Naval Air Service, Royal Air Force                      | 9         | |
| Charles Sims                    | United Kingdom  | Royal Naval Air Service, Royal Air Force                      | 9         | Distinguished Flying Cross |
| Arthur Solly                    | United Kingdom  | Royal Flying Corps,                                           | 9         | |
| Anthony Spence                  | Canada          | Royal Naval Air Service, Royal Air Force                      | 9         | |
| Grigory Suk                     | Russia          | Imperial Army Air Service                                     | 9         | Cross of Saint George (all 4 classes), Romanian Order of the Crown                                                                                                  |
| Saint Cyprian Tayler            | United Kingdom  | Royal Flying Corps, Royal Air Force                           | 9         | Military Cross |
| Mathieu Tenant de la Tour       | France          | Aéronautique Militaire                                        | 9         | Legion d'Honneur, Croix de Guerre |
| Louis Mark Thompson             | Canada          | Royal Flying Corps, Royal Air Force                           | 9         | |
| Ronald Thornley                 | United Kingdom  | Royal Flying Corps, Royal Naval Air Service, Royal Air Force  | 9         | Distinguished Service Cross |
| Frederick Travers               | United Kingdom  | Royal Naval Air Service, Royal Air Force                      | 9         | Distinguished Flying Cross, French Croix de Guerre |
| Ronald Turner                   | United Kingdom  | Royal Flying Corps, Royal Air Force                           | 9         | Distinguished Flying Cross |
| Ferdinand Udvardy               | Austria-Hungary | Luftfahrtruppen                                               | 9         | Medal for Bravery |
| Marcel Viallet                  | France          | Aéronautique Militaire                                        | 9         | Legion d'Honneur, Medaille Militaire, Croix de Guerre |
| Guy Wareing                     | United Kingdom  | Royal Flying Corps, Royal Air Force                           | 9         | Distinguished Flying Cross |
| Kenneth Bowman Watson           | Canada          | Royal Flying Corps, Royal Air Force                           | 9         | Distinguished Flying Cross |
| Albert Edward Wear              | United Kingdom  | Royal Flying Corps,                                           | 9         | |
| Georg Weiner                    | Germany         | Luftstreitkräfte, Luftwaffe                                   | 9         | Rose to General Major in WW II. |
| Thomas Williams                 | South Africa    | Royal Flying Corps, Royal Air Force                           | 9         | Order of the Bath, Order of the British Empire, Military Cross, Distinguished Flying Cross with Bar. Retired as Air Marshal.                                        |
| Alec Williamson                 | United Kingdom  | Royal Flying Corps, Royal Air Force                           | 9         | |
| Chester Wright                  | United States   | US Army Air Service                                           | 9         | Distinguished Service Cross |